# موصل أرضي وقائي

الوان الموصل الواقي

الموصل الواقي (بالانجليزية: protective earth) هو موصل كهربائي لغرض السلامة، على سبيل المثال للحماية من الصدمات الكهربائية. 
الاختصار للموصل الواقي هو PE.

مهمة الموصل الواقي في الأنظمة الكهربائية هي حماية الكائنات الحية في حالة حدوث خطأ ما.

رمز الموصلات الواقية DIN EN 60617-2

## المبادئ
يستخدم التأريض الوقائي للأجهزة الكهربائية في حالة تماس جزء مكشوف من الدارة مع جزء موصل بالكهرباء لحماية أي تماس بشري مع الاجزاء الموصلة للتيار. وبالتالي فإن الموصل الواقي هو شرط أساسي  للتدابير الفرعية «التأريض الوقائي والربط الأرضي لفرق الجهد للحماية» و«الأغلاق التلقائي في حالة فشل التوصيل.»
بالنسبة للدوائر النهائية ذات التيار الاسمي الذي يصل إلى 32 أمبير، يتم تحديد أوقات إيقاف التشغيل القصوى البالغة 0.2 ثانية لنظام التيار الرئيسي 230/400 V TN  الحالي.
المهم لجهاز الحماية، أن مقاومة الدارة تلبي المتطلبات التالية   {\displaystyle Z_{S}\leq {\frac {U_{0}}{I_{a}}}}
- {\displaystyle Z_{S}}مجموع كل الممانعات في حلقة العطل (المصدر الحالي، موصل الطور، دائرة الموصل الواقية)،
- {\displaystyle I_{a}},
- {\displaystyle U_{0}}.

يتم تنفيذ الإغلاق بواسطة أجهزة حماية التيار الزائد (قواطع الدارات الأوتوماتيكية، مصهر، قاطع تيار) ويمكن تكميلها بواسطة قواطع الدائرة المستمرة (RCDs).